# Potentilla pamirica
Potentilla pamirica är en rosväxtart som beskrevs av Franz Theodor Wolf. Potentilla pamirica ingår i Fingerörtssläktet som ingår i familjen rosväxter. Utöver nominatformen finns också underarten P. p. khunjrabensis.